# Meinhard Schröder (Jurist, 1978)
Meinhard Schröder (* 1978 in Bonn) ist ein deutscher Rechtswissenschaftler und Hochschullehrer an der Universität Passau.

## Leben
Nach seinem Abitur 1997 in Trier und dem Grundwehrdienst studierte Schröder ab 1998 Rechtswissenschaften an der Universität München. Dort legte er 2003 sein Erstes Juristisches Staatsexamen ab und schloss sein Referendariat im Bereich des Oberlandesgerichts München an. Dieses beendete er 2005 mit dem Zweiten Staatsexamen. Bereits seit 2003 arbeitete er als wissenschaftlicher Mitarbeiter von Hans-Jürgen Papier an der Universität München. Dort promovierte Schröder, mittlerweile zum akademischen Rat auf Zeit ernannt, 2009 zum Dr. jur. 2014 schloss er seine Habilitation ab, mit der er die Venia legendi unter anderem für Öffentliches Recht erhielt.
Von 2014 bis 2015 vertrat Schröder zunächst einen Lehrstuhl an der Universität Konstanz, bevor er 2016 zum Oberrat am Institut für Politik und Öffentliches Recht der Universität München ernannt wurde. Im selben Jahr vertrat er einen Lehrstuhl an der Universität Passau. Ebendort hat er seit dem Wintersemester 2016/17 den Lehrstuhl für Öffentliches Recht und Informationstechnologierecht inne.

## Werke (Auswahl)
- Gesetzesbindung des Richters und Rechtsweggarantie im Mehrebenensystem. Mohr Siebeck, Tübingen 2010, ISBN 978-3-16-150333-7 (Dissertation).
- mit Hans-Jürgen Papier: Verfassungsfragen des Dreistufentests. Inhaltliche und verfahrensrechtliche Herausforderungen. Nomos, Baden-Baden 2011, ISBN 978-3-8329-6638-6.
- mit Hans-Jürgen Papier: Wirtschaftlich angemessene Vergütung für Netzanlagen. Zur verfassungskonformen Auslegung des § 46 Abs. 2 Satz 2 EnWG. Nomos, Baden-Baden 2012, ISBN 978-3-8329-7572-2.
- Genehmigungsverwaltungsrecht. Mohr Siebeck, Tübingen 2016, ISBN 978-3-16-153689-2 (Habilitationsschrift).